# Perpezac-le-Blanc
Perpezac-le-Blanc – miejscowość i gmina we Francji, w regionie Nowa Akwitania, w departamencie Corrèze.
Według danych na rok 1990 gminę zamieszkiwały 404 osoby, a gęstość zaludnienia wynosiła 21 osób/km² (wśród 747 gmin Limousin Perpezac-le-Blanc plasuje się na 297. miejscu pod względem liczby ludności, natomiast pod względem powierzchni na miejscu 358.).